# Zakłady Chemiczne Organika
Zakłady Chemiczne „Organika” S.A. – polska firma z branży chemicznej z siedzibą w Łodzi.

## Historia
Współczesna siedziba firmy mieści się w miejscu, gdzie w 1903 założono zakłady chemiczne. Po II wojnie światowej zakłady dalej funkcjonowały jako Łódzkie Zakłady Chemiczne. To w nich powstał w połowie lat 50. XX w. pierwszy polski płyn hamulcowy R-3. W latach 60. produkowano tutaj natomiast płyny hydrauliczne (DA-1) oraz płyny hamulcowe (m.in. produkowany do dzisiaj R-3/205). W latach 70. wprowadzono do produkcji płyny do spryskiwaczy (Adixol) i autokosmetyki. Kolejne lata dopisywały coraz to nowe pozycje na liście samochodowych preparatów pielęgnacyjnych, jak np. preparaty do mycia silników Detersil oraz pierwszy w Polsce wielofunkcyjny środek smarująco-konserwujący Unizol.
W 1993 zakłady zostały sprywatyzowane. W międzyczasie przedsiębiorstwo wypuściło na rynek własne płyny chłodnicze pod marką Glixol. Na początku XX w. rozpoczęto produkcję aerozoli i olejów oraz wytwarzania opakowań z polietylenu.
Obok Zakładów Chemicznych Organika S.A. działają również Organika-Car S.A. oraz Oil-Tech Sp. z o.o., które razem tworzą Grupę Kapitałową Organika.
W lipcu 2023 roku Organika-Car S.A złożyła wniosek o upadłość. Suma zobowiązań przedsiębiorstwa wyniosła 75,8 milionów złotych, tym samym była to najbardziej zadłużona firma, która złożyła wniosek o upadłość w lipcu 2023 roku.